# Tinus peregrinus
Espèce
Synonymes
- Thaumasia peregrinus Bishop, 1924

Tinus peregrinus est une espèce d'araignées aranéomorphes de la famille des Pisauridae.

## Distribution
Cette espèce se rencontre aux États-Unis en Arkansas, au Texas, en Arizona, au Nevada et en Californie et au Mexique au Sonora et au Nuevo León,,.

## Description
La femelle holotype mesure 19 mm.
Le mâle décrit par Bishop et Crosby en 1936 mesure 10 mm.

## Publication originale
- Bishop, 1924 : A revision of the Pisauridae of the United States. New York State Museum Bulletin, no 252, p. 1-140.